# Nadawca publiczny

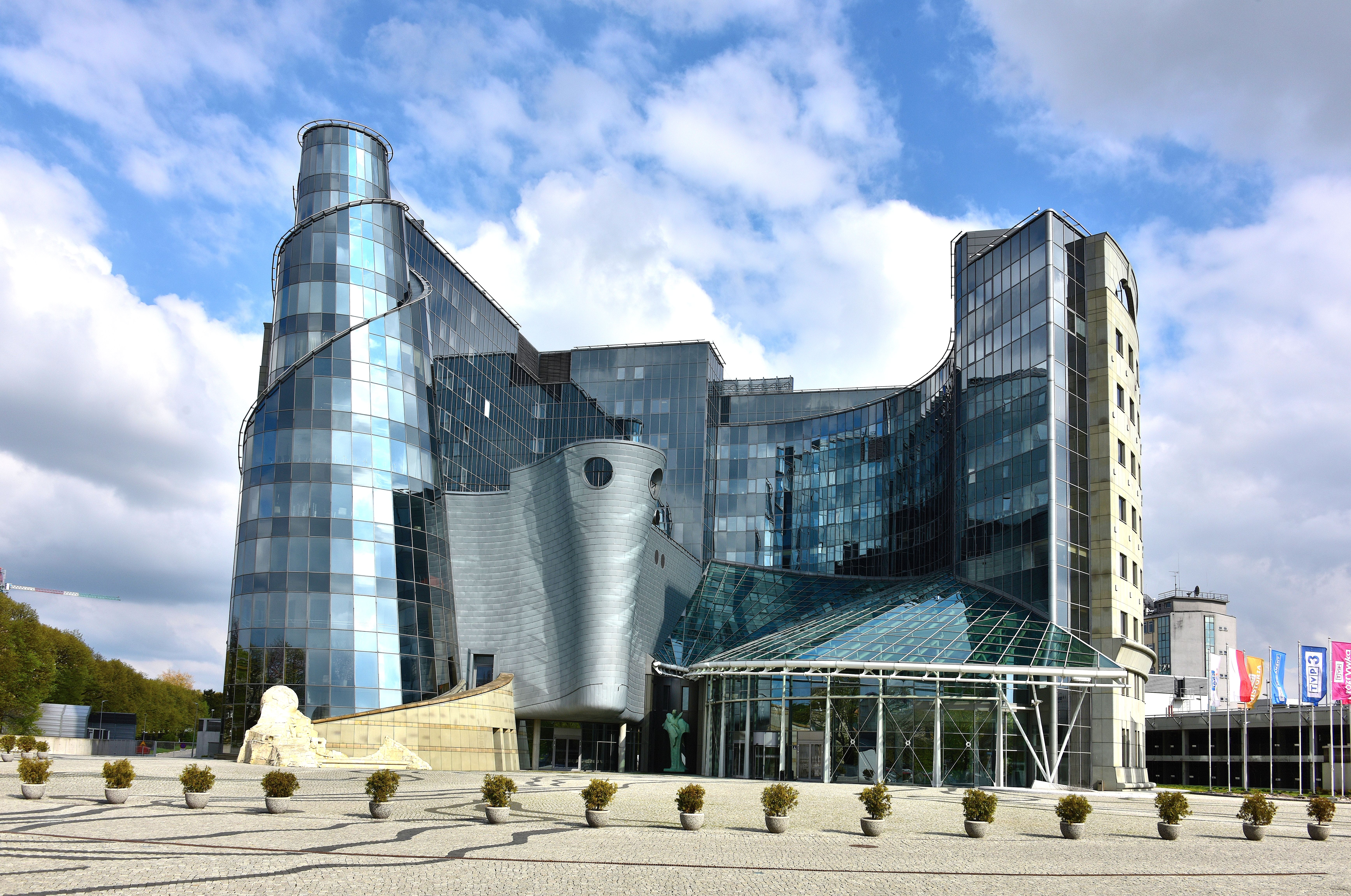
Siedziba publicznej Telewizji Polskiej w Warszawie

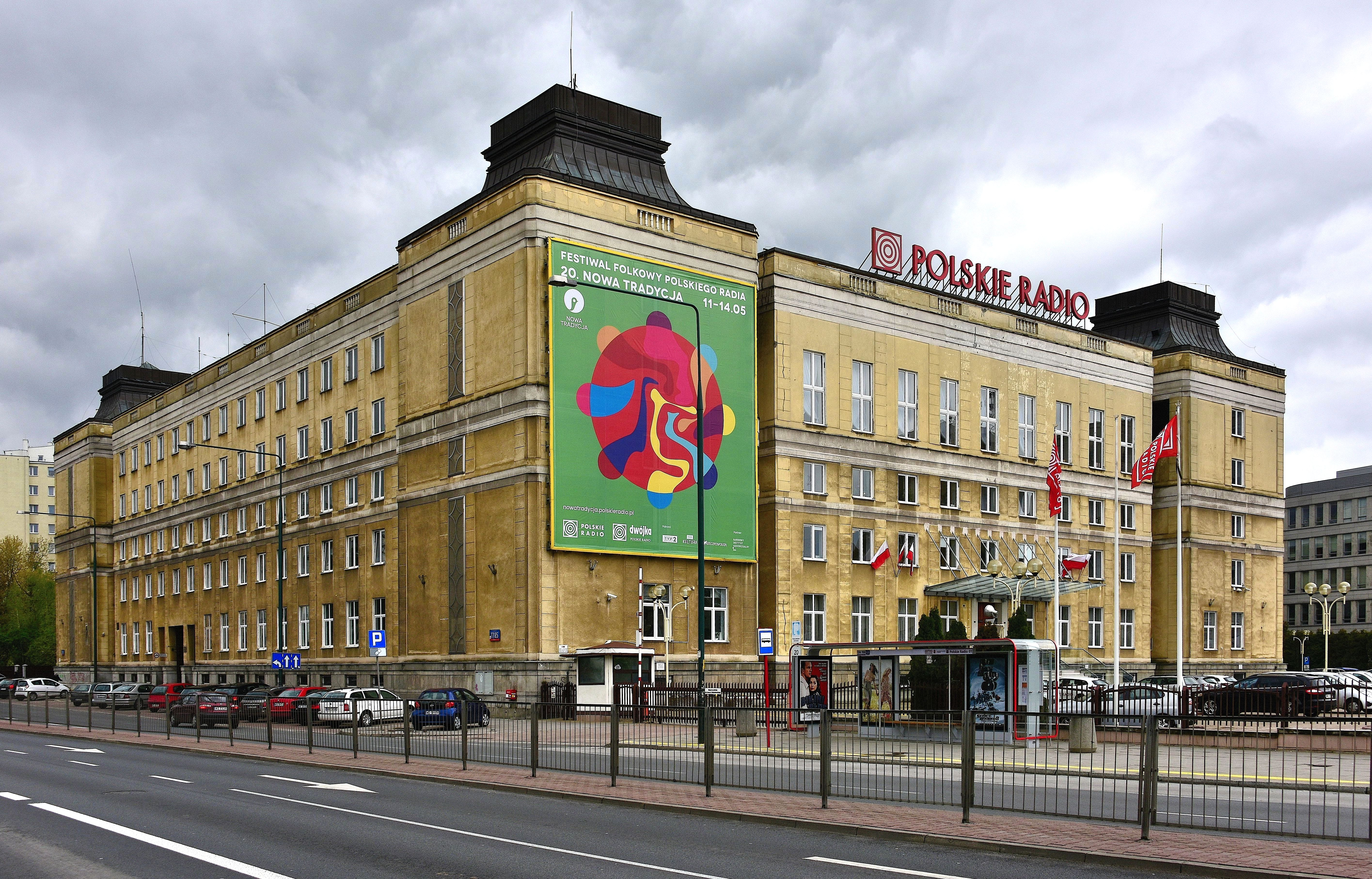
Siedziba Polskiego Radia przy al. Niepodległości 77/85 w Warszawie

Nadawca publiczny (także media publiczne) – jednostka publicznej radiofonii i telewizji i innych mediów, stanowiąca własność Skarbu Państwa. Regulowane w Polsce przez ustawę o radiofonii i telewizji.

## Opis
Środek masowego przekazu ustawowo zobowiązany do szerzenia tzw. społecznej misji programowej, bowiem generowanie zysków nie jest jej podstawowym zadaniem. Dlatego też ramówki nadawców państwowych zawierają m.in.: programy kulturalne, magazyny przeznaczone dla mniejszości narodowych i etnicznych oraz magazyny religijne. Nie oznacza to braku takiego programu w stacjach komercyjnych – np. w Polsce stacje komercyjne, takie jak Telewizja Śląska, Telewizja Trwam zawierają podobne programy.
W Polsce rolę nadawców publicznych pełnią:
- Telewizja Polska
- Polskie Radio
- rozgłośnie regionalne Polskiego Radia.

W niektórych państwach telewizje publiczne odgrywają dominującą rolę na rynku mediowym (np. brytyjska korporacja BBC).
Telewizje publiczne niekoniecznie muszą być stricte państwowe; np. w USA PBS to stacja bez ustawowego abonamentu i w zasadzie pozbawiona bezpośredniej kontroli państwa.
Istnieją też państwa, gdzie nie ma telewizji publicznych, jednak funkcjonują stacje, którym powierzono rolę nadawcy publicznego – przykładem jest Luksemburg, gdzie taką rolę pełni grupa RTL poprzez kanał RTL Télé Lëtzebuerg.